# Blockbuster
Blockbuster označava film ili knjigu koji zbog svoje popularnosti (ranije - dobar je primjer serijal Gospodar prstenova J.R.R. Tolkiena; ili agresivne reklame i kvalitetne produkcije - Titanic Jamesa Camerona) postižu dobar financijski rezultat

## Etimologija
Pojam dolazi iz engleskog jezika, no jasno porijeklo nije poznato (radi li se o uništavanju - busted kina u okolici tj. bloku; ili se odnosi na redove u kojima ljudi čekaju početak prodaje ulaznica koji se protežu kroz cijeli blok).
Poznato je tek da se pojam ustalio od 1975. naovamo s filmom Ralje Stevena Spielberga koji je prvi blockbuster u današnjem smislu riječi.

## Vanjske poveznice
- Popis financijskih najuspješnijih filmova na imdb.com